# 白色食琼脂菌
白色食琼脂菌（学名：Agarivorans albus）也称白色噬琼胶菌，是食琼脂菌属的下属物种。此物种是一种革兰氏阴性、严格好氧、运动性、不形成孢子且嗜温的杆状细菌。此物种用单极鞭毛运动。此物种最早从日本关东地区海岸收集的健康海洋生物中分离出来。